# Orchistoma nubiae
Orchistoma nubiae är en nässeldjursart som beskrevs av Bouillon 1984. Orchistoma nubiae ingår i släktet Orchistoma och familjen Orchistomidae. Inga underarter finns listade i Catalogue of Life.